# Вулиця Білоруська (Львів)
Вулиця Білору́ська — вулиця у Шевченківському районі міста Львова, в місцевості Голоско. Сполучає вулиці Варшавську та Петрицького (з'єднується автомобільним тунелем, що проходить під залізничною колією).

## Історія та забудова
Вулиця виникла у 1930-х роках. Не пізніше 1958 року отримала назву Йорданська нова. Сучасна назва походить з 1963 року, на згадку про Білоруську РСР (нинішня Республіка Білорусь).
Вулиця забудована приватними садибами 1930-х років у стилі конструктивізм та сучасними садибами.